# Дискографія Jethro Tull
Дискографія гурту Jethro Tull.

## Студійні альбоми
| Рік  | Альбом                                                                           | Найвищі позиції в чартах | Найвищі позиції в чартах | Найвищі позиції в чартах | Найвищі позиції в чартах | Найвищі позиції в чартах | Найвищі позиції в чартах | Найвищі позиції в чартах | Найвищі позиції в чартах | Найвищі позиції в чартах | Найвищі позиції в чартах | Найвищі позиції в чартах | Найвищі позиції в чартах | Найвищі позиції в чартах | Найвищі позиції в чартах | Найвищі позиції в чартах | Сертифікації                                    |
| Рік  | Альбом                                                                           | AU                       | AT                       | BE                       | CA                       | CH                       | DE                       | FI                       | FR                       | IT                       | NL                       | NZ                       | NO                       | SE                       | UK                       | US                       | Сертифікації                                    |
| ---- | -------------------------------------------------------------------------------- | ------------------------ | ------------------------ | ------------------------ | ------------------------ | ------------------------ | ------------------------ | ------------------------ | ------------------------ | ------------------------ | ------------------------ | ------------------------ | ------------------------ | ------------------------ | ------------------------ | ------------------------ | ----------------------------------------------- |
| 1968 | This Was Деталі - Реліз: 14 квітня - Лейбл: EMI                                  | —                        | —                        | —                        | —                        | —                        | —                        | 13                       | —                        | —                        | —                        | —                        | —                        | —                        | 10                       | 62                       |                                                 |
| 1969 | Stand Up Деталі - Реліз: 14 квітня - Лейбл: EMI                                  | 12                       | —                        | —                        | —                        | —                        | 5                        | 3                        | —                        | 92                       | 4                        | —                        | 5                        | —                        | 1                        | 20                       | Список - : Золотий                              |
| 1970 | Benefit Деталі - Реліз: 14 квітня - Лейбл: EMI                                   | 4                        | —                        | —                        | —                        | —                        | 5                        | 7                        | —                        | 18                       | 6                        | —                        | 2                        | —                        | 3                        | 11                       | Список - : Золотий                              |
| 1971 | Aqualung Деталі - Реліз: 14 квітня - Лейбл: EMI                                  | 3                        | —                        | —                        | —                        | —                        | 5                        | 6                        | —                        | 2                        | —                        | —                        | 3                        | —                        | 4                        | 7                        | Список - : Золотий - : Золотий - : 3×Платиновий |
| 1972 | Thick as a Brick Деталі - Реліз: 14 квітня - Лейбл: EMI                          | 1                        | —                        | 8                        | —                        | —                        | 2                        | 4                        | —                        | 2                        | 3                        | —                        | 3                        | 8                        | 5                        | 1                        | Список - : Золотий                              |
| 1973 | A Passion Play Деталі - Реліз: 14 квітня - Лейбл: EMI                            | 9                        | 4                        | —                        | —                        | —                        | 5                        | 6                        | —                        | 5                        | 82                       | —                        | 5                        | —                        | 16                       | 1                        | Список - : Срібний - : Золотий                  |
| 1974 | War Child Деталі - Реліз: 14 квітня - Лейбл: EMI                                 | 9                        | —                        | —                        | —                        | —                        | 27                       | 20                       | 15                       | 7                        | —                        | —                        | 8                        | —                        | 14                       | 2                        | Список - : Золотий                              |
| 1975 | Minstrel in the Gallery Деталі - Реліз: 14 квітня - Лейбл: EMI                   | 20                       | 7                        | —                        | —                        | —                        | 14                       | 28                       | 15                       | 20                       | 88                       | 23                       | 13                       | 50                       | 20                       | 7                        | Список - : Срібний - : Золотий                  |
| 1976 | Too Old to Rock'n'Roll: Too Young to Die! Деталі - Реліз: 14 квітня - Лейбл: EMI | 27                       | 10                       | —                        | —                        | —                        | 26                       | 26                       | —                        | —                        | —                        | 28                       | 10                       | 27                       | 25                       | 14                       |                                                 |
| 1977 | Songs from the Wood Деталі - Реліз: 14 квітня - Лейбл: EMI                       | 26                       | 23                       | —                        | —                        | —                        | 34                       | —                        | —                        | 21                       | 20                       | —                        | 8                        | 22                       | 13                       | 8                        | Список - : Золотий - : Золотий                  |
| 1978 | Heavy Horses Деталі - Реліз: 14 квітня - Лейбл: RCA                              | 17                       | 18                       | —                        | —                        | —                        | 19                       | —                        | 20                       | —                        | —                        | 34                       | 13                       | 27                       | 20                       | 19                       | Список - : Золотий - : Срібний - : Золотий      |
| 1979 | Stormwatch Деталі - Реліз: 14 квітня - Лейбл: RCA                                | 17                       | —                        | —                        | —                        | —                        | 28                       | —                        | —                        | —                        | —                        | 27                       | 15                       | —                        | 27                       | 22                       | Список - : Золотий - : Золотий                  |
| 1980 | A Деталі - Реліз: 14 квітня - Лейбл: RCA                                         | 47                       | 10                       | —                        | —                        | —                        | 21                       | —                        | —                        | —                        | —                        | —                        | 9                        | —                        | 25                       | 30                       |                                                 |
| 1982 | The Broadsword and the Beast Деталі - Реліз: 14 квітня - Лейбл: RCA              | 18                       | 18                       | —                        | —                        | —                        | 14                       | —                        | 24                       | —                        | —                        | 50                       | 14                       | —                        | 27                       | 19                       | Список - : Срібний                              |
| 1984 | Under Wraps Деталі - Реліз: 14 квітня - Лейбл: EMI                               | 45                       | —                        | —                        | —                        | 9                        | 15                       | —                        | —                        | —                        | —                        | —                        | —                        | 43                       | 18                       | 76                       |                                                 |
| 1987 | Crest of a Knave Деталі - Реліз: 14 квітня - Лейбл: EMI                          | 57                       | 19                       | —                        | 59                       | 7                        | 10                       | 40                       | —                        | —                        | —                        | —                        | —                        | 40                       | 19                       | 32                       | Список - : Золотий - : Золотий - : Золотий      |
| 1989 | Rock Island Деталі - Реліз: 14 квітня - Лейбл: EMI                               | 91                       | 20                       | —                        | 84                       | 7                        | 5                        | 26                       | —                        | —                        | 85                       | —                        | 14                       | 35                       | 18                       | 56                       | Список - : Срібний                              |
| 1991 | Catfish Rising Деталі - Реліз: 14 квітня - Лейбл: EMI                            | —                        | 36                       | —                        | —                        | 12                       | 21                       | 30                       | —                        | —                        | —                        | —                        | 12                       | 48                       | 27                       | 88                       |                                                 |
| 1995 | Roots to Branches Деталі - Реліз: 14 квітня - Лейбл: EMI                         | —                        | —                        | —                        | —                        | 25                       | 55                       | 31                       | —                        | —                        | —                        | —                        | 27                       | 21                       | 20                       | 114                      |                                                 |
| 1999 | J-Tull Dot Com Деталі - Реліз: 14 квітня - Лейбл: EMI                            | —                        | —                        | —                        | —                        | 50                       | 15                       | —                        | —                        | —                        | —                        | —                        | —                        | —                        | 44                       | 161                      |                                                 |
| 2003 | The Jethro Tull Christmas Album Деталі - Реліз: 14 квітня - Лейбл: EMI           | —                        | —                        | —                        | —                        | —                        | 51                       | —                        | —                        | —                        | —                        | —                        | —                        | —                        | —                        | —                        |                                                 |

## Сингли
| Рік  | Сингл                 | Позиція в чартах | Позиція в чартах | Позиція в чартах | Позиція в чартах | Позиція в чартах | Позиція в чартах | Позиція в чартах | Позиція в чартах | Позиція в чартах | Позиція в чартах | Позиція в чартах | Позиція в чартах | Позиція в чартах | Позиція в чартах | Позиція в чартах | Позиція в чартах | Позиція в чартах | Альбом                    |
| Рік  | Сингл                 | AU               | AT               | BE               | CA               | CH               | DE               | FI               | FR               | IE               | IT               | NL               | JP               | NO               | NZ               | UK               | US               | US Main          | Альбом                    |
| ---- | --------------------- | ---------------- | ---------------- | ---------------- | ---------------- | ---------------- | ---------------- | ---------------- | ---------------- | ---------------- | ---------------- | ---------------- | ---------------- | ---------------- | ---------------- | ---------------- | ---------------- | ---------------- | ------------------------- |
| 1968 | «Sunshine Day»        | —                | —                | —                | —                | —                | —                | —                | —                | —                | —                | —                | —                | —                | —                | —                | —                | —                | Korn                      |
| 1968 | «A Song For Jeffrey»  | —                | —                | —                | —                | —                | —                | —                | —                | —                | —                | —                | —                | —                | —                | —                | —                | —                | Korn                      |
| 1968 | «Love Story»          | —                | —                | —                | —                | —                | —                | —                | —                | —                | —                | —                | —                | —                | —                | —                | —                | —                | Korn                      |
| 1996 | «Living in the Past»  | —                | —                | —                | —                | —                | —                | —                | —                | —                | —                | —                | —                | —                | —                | —                | —                | —                | Korn                      |
| 1996 | «Sweet Dream»         | —                | —                | —                | —                | —                | —                | —                | —                | —                | —                | —                | —                | —                | —                | 26               | —                | —                | Life Is Peachy            |
| 1997 | «Bourée»              | 45               | —                | —                | —                | —                | —                | —                | —                | —                | —                | —                | —                | —                | —                | 22               | —                | —                | Life Is Peachy            |
| 1997 | «The Witch's Promise» | —                | —                | —                | —                | —                | —                | —                | —                | —                | —                | —                | —                | —                | —                | 25               | —                | —                | Life Is Peachy            |
| 1998 | «Inside»              | 26               | —                | —                | 1                | —                | —                | —                | —                | —                | —                | —                | —                | —                | —                | 23               | —                | 15               | Follow the Leader         |
| 1999 | «Hymn 43»             | 22               | —                | —                | 25               | —                | 58               | —                | —                | —                | —                | —                | —                | —                | —                | 24               | —                | 10               | Follow the Leader         |
| 1999 | «Life Is A Long Song» | —                | —                | 17               | —                | —                | 86               | —                | —                | —                | —                | —                | —                | —                | —                | 24               | 99               | 7                | Issues                    |
| 2000 | «»                    | —                | —                | —                | —                | —                | —                | —                | —                | —                | —                | —                | —                | —                | —                | 25               | —                | 9                | Issues                    |
| 2000 | «Somebody Someone»    | —                | —                | —                | —                | —                | —                | —                | —                | —                | —                | —                | —                | —                | —                | —                | —                | 23               | Issues                    |
| 2002 | «Here to Stay»        | 12               | 44               | —                | 21               | 34               | 35               | 7                | —                | —                | —                | —                | —                | —                | —                | 12               | 72               | 15               | Untouchables              |
| 2002 | «Thoughtless»         | —                | —                | —                | 10               | 82               | 74               | —                | —                | —                | —                | —                | —                | —                | —                | 37               | —                | 6                | Untouchables              |
| 2002 | «Alone I Break»       | —                | —                | —                | —                | —                | —                | —                | —                | —                | —                | —                | —                | —                | —                | —                | —                | 19               | Untouchables              |
| 2003 | «Did My Time»         | 29               | 12               | 12               | 9                | 17               | 12               | 13               | —                | —                | —                | —                | —                | —                | —                | 15               | 38               | 12               | Take a Look in the Mirror |
| 2004 | «Right Now»           | —                | —                | —                | —                | —                | —                | —                | —                | —                | —                | —                | —                | —                | —                | —                | —                | 11               | Take a Look in the Mirror |

## Музичні відео
| Рік                        | Пісня              | Режисер |
| -------------------------- | ------------------ | ------- |
| 1980                       | «Dun Ringill»      |         |
| 1981                       | «Fylingdale Flyer» |         |
| 1981                       | «Sweet Dream»      |         |
| «Too Old to Rock 'n' Roll» |                    |         |
| «»                         |                    |         |
| «»                         |                    |         |

### Виноски
1. ↑  Australian Albums Chart (англ.) . Hung Medien. Архів оригіналу за 15 липня 2014. Процитовано 30 червня 2014.
2. ↑  Kent, David. (1993). Australian Chart Book 1970–1992 (англ.) . Australian Chart Book. с. 444. ISBN 0-646-11917-6.
3. ↑  Austrian Albums Chart (нім.) . Hung Medien. Архів оригіналу за 14 липня 2014. Процитовано 30 червня 2014.
4. ↑  Belgian Albums Chart (Vlaanderen) (нід.) . Hung Medien. Процитовано 1 липня 2014.
5. ↑  Belgian Albums Chart (Wallonië) (франц.) . Hung Medien. Процитовано 1 липня 2014.
6. ↑  Позиції альбомів The Cure в чартах Канади:
  - The Head on the Door: Top Albums/CDs. RPM (англ.) . Т. 43, № 14. 14 грудня 1985. Архів оригіналу за 15 березня 2016. Процитовано 1 липня 2014.
  - Kiss Me, Kiss Me, Kiss Me: Top Albums/CDs. RPM (англ.) . Т. 46, № 15. 18 липня 1987. Архів оригіналу за 15 липня 2015. Процитовано 1 липня 2014.
  - Disintegration: Top Albums/CDs. RPM (англ.) . Т. 50, № 8. 19 червня 1989. Архів оригіналу за 15 липня 2015. Процитовано 1 липня 2014.
  - Wish: Top Albums/CDs. RPM (англ.) . Т. 55, № 23. 6 червня 1992. Архів оригіналу за 15 березня 2016. Процитовано 1 липня 2014.
  - Wild Mood Swings: Top Albums/CDs. RPM (англ.) . Т. 63, № 15. 27 травня 1996. Архів оригіналу за 15 липня 2015. Процитовано 1 липня 2014.
  - Bloodflowers: Top Albums/CDs. RPM (англ.) . Т. 70, № 18. 6 березня 2000. Архів оригіналу за 15 липня 2015. Процитовано 1 липня 2014.
7. ↑  Swiss Albums Chart (англ.) . Hung Medien. Архів оригіналу за 19 липня 2014. Процитовано 2 липня 2014.
8. ↑  German Albums Chart (нім.) . Media Control Charts. Архів оригіналу за 14 липня 2014. Процитовано 1 липня 2014.
9. 1 2  Les charts français (франц.) . Hung Medien. Архів оригіналу за 14 липня 2014. Процитовано 3 липня 2014.
10. ↑  Позиції альбомів Jethro Tull в чартах Італії:
  - Benefit: Gli album più venduti del 1970 (італ.) . Hit Parade Italia. Архів оригіналу за 29 січня 2017. Процитовано 2 липня 2014.
  - Aqualung: Gli album più venduti del 1971 (італ.) . Hit Parade Italia. Архів оригіналу за 17 січня 2017. Процитовано 2 липня 2015.
  - Thick as a Brick і Living in the Past: Gli album più venduti del 1972 (італ.) . Hit Parade Italia. Архів оригіналу за 14 грудня 2012. Процитовано 2 липня 2014.
  - A Passion Play: Gli album più venduti del 1973 (італ.) . Hit Parade Italia. Архів оригіналу за 14 грудня 2012. Процитовано 2 липня 2014.
  - War Child: Gli album più venduti del 1974 (італ.) . Hit Parade Italia. Архів оригіналу за 14 жовтня 2013. Процитовано 2 липня 2014.
  - Minstrel in the Gallery: Gli album più venduti del 1975 (італ.) . Hit Parade Italia. Архів оригіналу за 30 серпня 2012. Процитовано 2 липня 2014.
  - Let's Dance: Gli album più venduti del 1983 (італ.) . Hit Parade Italia. Архів оригіналу за 29 грудня 2012. Процитовано 2 липня 2014.
  - Italian Albums Chart (англ.) . Hung Medien. Архів оригіналу за 14 липня 2014. Процитовано 3 липня 2014.
11. ↑  Dutch Albums Chart (англ.) . Hung Medien. Архів оригіналу за 14 липня 2014. Процитовано 1 липня 2014.
12. ↑  New Zealand Albums Chart (англ.) . Hung Medien. Архів оригіналу за 14 липня 2014. Процитовано 3 липня 2014.
13. ↑  Norwegian Albums Chart (англ.) . Hung Medien. Архів оригіналу за 14 липня 2014. Процитовано 1 липня 2014.
14. ↑  Swedish Album Charts (англ.) . Hung Medien. Архів оригіналу за 12 липня 2015. Процитовано 3 липня 2014.
15. ↑  The Cure: Billboard 200 (англ.) . Billboard. Архів оригіналу за 21 червня 2015. Процитовано 30 червня 2014.
16. 1 2 3 4 5 6 7  Certified Awards (англ.) . BPI. Архів оригіналу за 6 лютого 2013. Процитовано 6 вересня 2015.
17. ↑  Найвищі позиції синглів Guns N' Roses в чарті Канади:
  - «Sweet Child o' Mine»: Top Singles. RPM (англ.) . Т. 48, № 23. 24 вересня 1988. Архів оригіналу за 10 червня 2015. Процитовано 14 липня 2015.
  - «Patience»: Top Singles. RPM (англ.) . Т. 50, № 7. 12 червня 1989. Архів оригіналу за 14 липня 2015. Процитовано 14 липня 2015.
  - «You Could Be Mine»: Top Singles. RPM (англ.) . Т. 54, № 11. 17 серпня 1991. Архів оригіналу за 14 липня 2015. Процитовано 14 липня 2015.
  - «Don't Cry»: Top Singles. RPM (англ.) . Т. 54, № 23. 9 листопада 1991. Архів оригіналу за 14 липня 2015. Процитовано 14 липня 2015.
  - «Live and Let Die»: Top Singles. RPM (англ.) . Т. 55, № 11. 7 березня 1992. Архів оригіналу за 14 липня 2015. Процитовано 14 липня 2015.
  - «November Rain»: Top Singles. RPM (англ.) . Т. 56, № 10. 5 вересня 1992. Архів оригіналу за 2 квітня 2015. Процитовано 14 липня 2015.
  - «Yesterdays»: Top Singles. RPM (англ.) . Т. 56, № 25. 19 грудня 1992. Архів оригіналу за 14 липня 2015. Процитовано 14 липня 2015.
  - «Since I Don't Have You»: Top Singles. RPM (англ.) . Т. 59, № 15. 2 травня 1994. Архів оригіналу за 14 липня 2015. Процитовано 14 липня 2015.
  - «Sympathy for the Devil»: Top Singles. RPM (англ.) . Т. 60, № 22. 19 грудня 1994. Архів оригіналу за 14 липня 2015. Процитовано 14 липня 2015.
18. ↑  Die Offizielle Schweizer Hitparade und Music Community. hitparade.ch. Архів оригіналу за 10 листопада 2012. Процитовано 9 червня 2009.(англ.) Наведено за англійською вікіпедією.
19. ↑  Irish Singles Charts (англ.) . IRMA. Архів оригіналу за 29 вересня 2018. Процитовано 15 липня 2015.
20. ↑  Japanese Albums Chart (япон.) . Oricon. Процитовано 1 липня 2014.
21. ↑  http://www.everyhit.com/searchsec.php
22. ↑  Guns N' Roses: The Hot 100. Billboard (англ.) . Архів оригіналу за 25 листопада 2015. Процитовано 15 липня 2015.
23. ↑  Guns N' Roses: Mainstream Rock Songs. Billboard (англ.) . Архів оригіналу за 16 вересня 2015. Процитовано 15 липня 2015.
24. ↑  Staring At The Sea • The Images (англ.) . Discogs. Архів оригіналу за 14 вересня 2013. Процитовано 4 липня 2014.
25. ↑  Galore - The Videos 1987 - 1997 (англ.) . Discogs. Процитовано 4 липня 2014.
26. ↑  The Cure (англ.) . Архів оригіналу за 14 липня 2014. Процитовано 2 липня 2014.